# San José de Los Molinos (distrito)
San José de Los Molinos é um distrito do Peru, departamento de Ica, localizada na província de Ica.

## Transporte
O distrito de San José de Los Molinos é servido pela seguinte rodovia:
- PE-1SC, que liga o distrito de Los Aquijes (Região de Ica)à cidade de Ayaví (Região de Huancavelica) [1][2][3]